# Gangatta, Kolar
Gangatta là một làng thuộc tehsil Kolar, huyện Kolar, bang Karnataka, Ấn Độ.